# Monster Soul
Monster Soul (モンスターソウル, Monsutā Souru, Monster Soul) est un manga de type shōnen créé par Hiro Mashima. L'histoire a été publiée dans le Comic BonBon de janvier 2006 à mars 2006. En juin 2007 débute le "second stage" qui se termina en septembre 2007.

## Résumé
L'histoire de Monster Soul a lieu sur la terre d'Elfenland, où les hommes et les monstres cohabitent. Ce manga raconte l'histoire de cinq amis : Aki, Joba, Toora, Mamie, et James. Ils forment le groupe des Black Airs. Les Black Airs sont connus comme le groupe de monstres le plus fort dans la grande guerre entre les humains et les monstres. Ces cinq amis, qui n'ont rien contre les humains, doivent survivre dans un monde qui leur est hostile, les humains d'un côté et les monstres de l'autre. Ce groupe aide les personnes dans le besoin. Ainsi, de missions en missions, ils tenteront de ne pas mourir et de rentrer chez eux en un seul morceau…

## Personnages principaux
- Aki (アキ?)
Type : Monstre
Espèce : Diawolf

Héros de cette histoire. Il ressemble à un humain mais sous la capuche de sa veste se cachent deux cornes sur sa tête. Il est capable de bouger à très grande vitesse et possède une force assez importante. Néanmoins, sa principale force réside dans le fait qu'il est capable de se changer en diawolf (« démongarou » : sorte de loup-garou avec de grosses cornes), un monstre de type S lorsqu'il se laisse submerger par ses émotions.
- Tooran (トゥーラン?)
Type : Monstre
Espèce : Golem

Touran est née de l'union d'un golem et d'une humaine. Son pouvoir lui permet de changer son corps en sable et ne craint pas la pluie. Elle peut ainsi créer une harpe ainsi qu'un écran de fumée. Elle s'est auto-proclamée idole du monde des monstres.
- James (ジェームス?)
Type : Monstre
Espèce : Frankenstein

Il s'agit d'un androïde à l'allure de Frankenstein. Plusieurs armes sont cachées dans son corps et ses yeux renferment un détecteur infrarouge, pour détecter les monstres et les êtres invisibles. Il est capable de lancer ses poings et peut se changer en une armure blindée que Mamie appelle "James Striker System". Son visage tombe facilement et il doit souvent "courir" après.
- Mamie (マミィ?)
Type : Monstre
Espèce : Momie

C'est la "grande sœur" du groupe. Son corps est enroulé de bandages qu'elle contrôle librement afin d'attaquer ses ennemis. Elle possède une seringue géante dont le contenu est inconnu. Le groupe est très soudé autour d'elle et ils l'appellent "Mamie-onee-san". Elle se plait à se considérer comme leur grande sœur. Elle a tendance à se "déshabiller" sans aucune raison. Dans sa jeunesse, alors qu'elle tente d'échapper à ses poursuivants, elle fait la rencontre de James dans un laboratoire. Mamie l'aida et lui permit de se trouver un but dans la vie. C'est ainsi qu'ils développèrent une forte amitié. Elle s'inquiète souvent pour Aki.
- Joba (ジョバ?)
Type : Monstre
Espèce : Oignon

Il s'agit d'un petit démon avec une tête en forme d'oignon. Cette espèce est très rare et très recherchée par les chasseurs. Habituellement, ses seules paroles sont "kyupi" et "Joba".

## Volumes et chapitres du manga
- First Stage (Volume 1) :
  - 01. Apparition des Black Airs !
  - 02. La rébellion des monstres !
  - 03. La force peut modifier votre manière de penser !

- Second Stage (Volume 2) :
  - 01. Hell Race
  - 02. Hell District One
  - 03. Gentle Weapon
  - 04. Soul

- Anecdote : Hiro Mashima cultive l'art du clin d'œil en faisant apparaitre les cinq personnages principaux dans le chapitre 115 de Fairy Tail, en tant que poupées de Bixrow.

### Source
- (en) Cet article est partiellement ou en totalité issu de l’article de Wikipédia en anglais intitulé « Monster Soul » (voir la liste des auteurs).